# マンク子爵
マンク子爵（英語: Viscount Monck）は、アイルランド貴族の子爵位。アイルランド下院議員チャールズ・マンクが1801年に叙されたのに始まる。

## 歴史

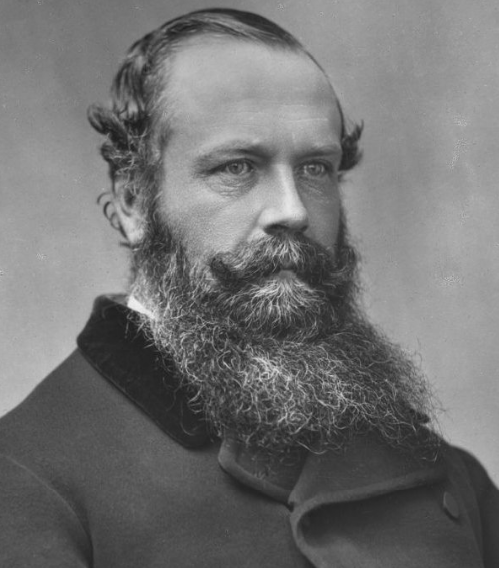
4代マンク子爵チャールズ・マンク（1880年頃）

1790年から1797年にかけてアイルランド下院議員を務めたチャールズ・スタンリー・マンク(c. 1754–1802)は、1797年11月23日にアイルランド貴族爵位ウェックスフォード県におけるバリートラモンのマンク男爵(Baron Monck, of Ballytrammon in the County of Wexford)に叙せられてアイルランド貴族院議員に列し、ついで1801年1月5日にアイルランド貴族爵位ウェックスフォード県におけるバリートラモンのマンク子爵(Viscount Monck, of Ballytrammon in the County of Wexford)に叙せられた。
初代子爵の息子ヘンリー・スタンリー・マンク(1785–1848)は、襲爵前の1822年1月12日にアイルランド貴族爵位ラスダウン伯爵(Earl of Rathdowne)に叙され、その後1843年11月22日に襲爵した。しかし彼には男子がなく、ラスダウン伯爵位は彼一代で廃絶した。
ラスダウン伯の死後、その弟チャールズ・ジョセフ・ケリー・マンク(1791–1849)が3代マンク子爵を継承した。
その息子4代マンク子爵チャールズ・スタンリー・マンク(1819–1894)は、ホイッグ党の連合王国議会下院議員を務めた後、1861年から1867年にかけてカナダ連合植民地総督、1867年から1868年にかけてカナダ総督を務めた。1866年7月12日には連合王国貴族爵位ウェックスフォード県におけるバリートラモンのマンク男爵(Baron Monck, of Ballytrammon in the County of Wexford)に叙せられ、以降の当主は1999年の貴族院改革まで自動的に貴族院議員に列することとなった。
2018年現在の当主は第7代マンク子爵チャールズ・スタンリー・マンク(1953-)である。

## 歴代当主一覧

### マンク男爵 (1797年)
- 初代マンク男爵チャールズ・スタンリー・マンク (Charles Stanley Monck, c. 1754–1802) 1801年にマンク子爵に叙される

### マンク子爵 (1801年)
- 初代マンク子爵チャールズ・スタンリー・マンク (Charles Stanley Monck, c. 1754–1802)
- 2代マンク子爵ヘンリー・スタンリー・マンク (Henry Stanley Monck, 1785–1848) - 先代の息子。1822年ラスダウン伯爵に叙される

### ラスダウン伯爵 (1822年)
- 初代ラスダウン伯爵/2代マンク子爵ヘンリー・スタンリー・マンク (Henry Stanley Monck, 1785–1848) - 死後ラスダウン伯爵位廃絶

### マンク子爵 (1801年)
- 3代マンク子爵チャールズ・ジョセフ・ケリー・マンク (Charles Joseph Kelly Monck, 1791–1849) - 先代の弟
- 4代マンク子爵チャールズ・スタンリー・マンク (Charles Stanley Monck, 1819–1894) - 先代の息子
- 5代マンク子爵ヘンリー・パワー・チャールズ・スタンリー・マンク (Henry Power Charles Stanley Monck, 1849–1927) - 先代の息子
- 6代マンク子爵ヘンリー・ウィンダム・スタンリー・マンク (Henry Wyndham Stanley Monck, 1905–1982) - 先代の孫
- 7代マンク子爵チャールズ・スタンリー・マンク (Charles Stanley Monck, 1953-)
  - 推定相続人は、現当主の兄弟ジョージ・スタンリー・マンク(George Stanley Monck, 1957-)

## 現当主の保有爵位
現当主チャールズ・スタンリー・マンクは以下の爵位を保有している。
- ウェックスフォード県におけるバリートラモンの第7代マンク子爵 (7th Viscount Monck, of Ballytrammon in the County of Wexford)
(1801年1月5日の勅許状によるアイルランド貴族爵位)
- ウェックスフォード県におけるバリートラモンの第7代マンク男爵 (7th Baron Monck, of Ballytrammon in the County of Wexford)
(1797年11月23日の勅許状によるアイルランド貴族爵位)
- ウェックスフォード県におけるバリートラモンの第4代マンク男爵 (4th Baron Monck, of Ballytrammon in the County of Wexford)
(1866年7月12日の勅許状による連合王国貴族爵位)